# Рейзниеце-Озола, Дана
Дана Рейзниеце-Озола (латыш. Dana Reizniece-Ozola; урожд. Рейзниеце; род. 6 ноября 1981, Кулдига) — латвийская шахматистка, женский гроссмейстер (2001) и политик, депутат Сейма Латвии 10-го, 11-го, 12-го и 13-го созывов. Министр экономики Латвии (2014—2016). Министр финансов Латвии (2016—2019). В начале 2021 года сложила полномочия депутата латвийского парламента, приняв предложение президента FIDE Аркадия Дворковича занять пост управляющего директора в его команде.

## Биография
Дана Рейзниеце родилась 6 ноября 1981 года в Кулдиге. Во время учёбы во втором классе она и другие дети записались в шахматный клуб, куда их сагитировали тренеры Виктор Штейнберг и Агнис Богданов, «фанаты своего дела», как назвала их Дана. Уже в 1992 году группа детей из Кулдиги выехала на первые международные соревнования в Германию и Польшу, на стареньком автобусе ЕРАЗ, где надо было затыкать покрывалом дырки в дверях, чтобы не замёрзнуть. Для пропитания детей тренеры торговали на местных рынках шпротами. Дана оказалась способной шахматисткой, выступала за Вентспилс и затем на чемпионатах мира и Европы (команду тогда спонсировал терминал Kālija parks). Закончила спортивную школу, получив диплом тренера по шахматам.
После окончания Кулдигской городской гимназии она поступила в Вентспилсскую высшую школу, выбрав профессию переводчика. Она владеет, кроме родного латышского, русским, английским, французским языками и немецким на разговорном уровне.
После окончания вуза Рейзниеце начала работать в Вентспилсском парке высоких технологий, предложив развивать космическое направление, поскольку поблизости от города сохранилась советская станция дальней космической связи, сохранённая благодаря усилиям президента Академии наук Латвии Юриса Экманиса, и преобразованная в Центр радиоастрономии. Вместе с его директором, профессором Юрисом Жагарсом Дана нашла партнёров в Германии, OHB Technologies, где с начала 1990-х годов трудился латвийский учёный Индулис Калниньш, бывший сотрудник Рижского технического университета, эмигрировавший в Германию. В этом сотрудничестве был создан спутник «Вента-1», в котором соединились задачи обучения студентов и проект с коммерческим потенциалом. Когда Дана Рейзниеце-Озола ушла в политику, профессор Жагарс эмигрировал во Францию, и команда прекратила своё существование. Однако работа в космическом проекте побудила Дану поступить в магистратуру в Международном космическом университете (International Space University) во Франции. В процессе обучения представительница Латвии познакомилась с работой космических центров в Страсбурге, США, Австралии.
В 2010 году Д. Рейзниеце была избрана в Десятый cейм Латвии (2010—2011) от политического объединения «Союз зелёных и крестьян», а в 2011 году повторно прошла в Одиннадцатый cейм Латвии.
В 2014 году была утверждена на посту министра экономики Латвии, проведя в этом качестве либерализацию рынка газа, в результате чего имевшая монополию «Латвияс газе» была разделена на три компании, Газпром был вынужден продать свои акции в оптовом и распределительном секторах, сохранив долю только в материнской «Латвияс газе». В 2016 году министр встречалась с вице-премьером Российского правительства Аркадием Дворковичем, добиваясь отмены санкций против латвийских шпрот, введённых в ответ на антироссийские санкции после аннексии Крыма к РФ.
В 2016—2019 годах Дана Рейзниеце-Озола работала на посту министра финансов в кабинете своего однопартийца Мариса Кучинскиса. Считает своим достижением проведение налоговой реформы (отмена начисления налога на прибыль предприятий в случае, если она не распределяется на дивиденды), которая обсуждалась многие годы и наконец была принята. Она инициировала «банковскую чистку», сообщив, что в стране могут быть ликвидированы 10 банков. Это заявление, сказала она впоследствии, было превратно истолковано: министр имела в виду, что банки работают с «рискованными клиентами» и должны пересмотреть свои модели бизнеса. Однако Комиссия по рынку финансов и капитала плохо выполняла свою работу, что привело к большим потерям банковской отрасли из-за нечеткости предлагаемых регулятором правил.
После выборов в Тринадцатый сейм «Союз зелёных и крестьян» оказался в оппозиции, что Дане Рейзниеце-Озоле было не по душе, а баллотироваться на пост руководителя партии она не хотела. Поэтому, получив предложение президента FIDE Аркадия Дворковича войти в его команду, она приняла его и сложила депутатский мандат в январе 2021 года. На новом посту она отвечает за социальный блок: шахматы в школе, шахматы для инвалидов, тренерская комиссия, женские шахматы. Она намерена внедрять для развития шахмат опыт Белоруссии, где школьных учителей в институте обучают основам шахматного искусства, чтобы они могли вести кружки начального уровня.
Дана Рейзниеце-Озола признала, что основную часть спонсорских денег в FIDE привлекает Дворкович, потому что в России шахматы любят и ценят. Но «выгоду от этого получают гроссмейстеры всего мира», отметила она.

## Карьера шахматистки
В 1998 и в 1999 годах побеждала на чемпионате Европы по шахматам среди девушек (U-18). Также завоевала две серебряные медали на чемпионатах мира среди девушек — в 1995 году (U-14) и в 1998 году (U-18).
Четыре раз побеждала на чемпионатах Латвии по шахматам среди женщин — в 1998 (после дополнительного матча), 1999 (выиграла все партии турнира, показав лучший результат за всю историю чемпионатов), 2000 и 2001 годах.

Восемь раз представляла Латвию на женских шахматных олимпиадах (1998, 2000, 2004, 2006, 2010, 2012, 2014, 2016), притом неизменно играла на первой доске. Также участвовала в команде Латвии в пять командных чемпионатах Европы по шахматам (1999, 2001, 2011, 2015, 2019), где тоже всегда играла на первой доске.
«Шахматы научили меня ценить время. Делай, не откладывая, потому что чем больше ты откладываешь, тем сложнее потом». Дана Рейзниеце-Озола, 2021 год.
Играла в шведские шахматы с Каспаровым, поддерживает дружеские отношения с Юдит Полгар, которая консультирует по развитию детских шахмат и шахмат в школах. В 2019 году на турнире «Золотая пешка» шахматистки приняли участие в фотосессии, в образе Чёрной и Белой королев.
В январе 2021 года назначена управляющим директором ФИДЕ.

### Изменения рейтинга
| Графики недоступны из-за технических проблем. См. информацию на Фабрикаторе и на mediawiki.org. |

## Личная жизнь
Имеет трёх дочерей: Хелену и Алексу от первого брака и Софию от второго, с директором Латвийского агентства инвестиций и развития Андрисом Озолсом, за которого Дана вышла замуж в 2011 году. 29 января 2013 года Рейзниеце-Озола родила четвёртого ребёнка — сына Герберта.
Дана Рейзниеце-Озола придерживается спортивного образа жизни и купается круглый год каждое утро.